# 산업대학
산업대학(産業大學)은 대한민국의 산업 인력 양성을 위한 고등교육기관의 일종이다. 산업 현장에서 필요로 하는 학술 또는 전문적인 지식 및 기술의 연구와 연마를 위한 대학이다.

## 특성
산업대학은 대한민국 「고등교육법」 제2절 제2관 등에 규정되어 있다. 산업대학은 보수교육, 평생교육의 목적도 일부 갖고 있는 만큼 수업연한과 재학연한에 제한을 두지 않으며, 일부 전문대학, 원격대학과 함께 산업체 위탁 교육을 실시하거나 받을 수 있다.

## 현재의 산업대학

### 사립
- 청운대학교
- 호원대학교

## 과거의 산업대학

### 국립
- 서울산업대학교 - 2010년 서울과학기술대학교로 교명변경
- 부산공업대학교 - 1996년 부산수산대학교와 통합하여 국립부경대학교로 개편
- 밀양대학교 - 2006년 부산대학교와 통합하여 부산대학교 밀양캠퍼스로 개편
- 삼척대학교 - 2006년 강원대학교와 통합하여 강원대학교 삼척캠퍼스로 개편
- 상주대학교 - 2008년 경북대학교와 통합하여 경북대학교 상주캠퍼스로 개편
- 여수대학교 - 2006년 전남대학교와 통합하여 전남대학교 여수캠퍼스로 개편
- 진주산업대학교 - 2011년 일반대학으로 전환(경남과학기술대학교), 경상대학교와 통합하여 경상국립대학교 출범
- 충주대학교 - 2010년 일반대학으로 전환
- 한경대학교 - 2012년 일반대학으로 전환(한경국립대학교)
- 한밭대학교 - 2012년 일반대학으로 전환(국립한밭대학교)

### 사립
- 경북산업대학교 - 1996년 일반대학으로 전환(경일대학교)
- 광주대학교 - 2004년 일반대학으로 전환
- 동명정보대학교 - 2006년 동명대학과 통합하여 일반대학으로 전환(동명대학교)
- 영산대학교 - 2006년 일반대학으로 전환
- 우송대학교 - 2009년 우송공업대학과 통합하여 일반대학으로 전환
- 한려대학교 - 2011년 일반대학으로 전환
- 경운대학교 - 2012년 일반대학으로 전환
- 남서울대학교 - 2012년 일반대학으로 전환
- 초당대학교 - 2012년 일반대학으로 전환
- 한국산업기술대학교 - 2012년 일반대학으로 전환

## 같이 보기
- 한국폴리텍대학(기능대학)